# Rastislav Mstislavić
Rastislav Mstislavić (1225. – 1262.) je bio knez Haliča 1236. – 1237. i 1241. – 1242., ban Slavonije 1247. godine i Mačve (s Beogradom) od 1247. godine, knez Novogrudoka 1254. – 1258. i car Bugarske tijekom zime 1256. – 1257. godina.

## Život
Otac Rastislava je bio Mihajlo Vsevolodovič vladar Kijeva iz dinastije Rurjikovič. U doba invazije Mongola kako bi se izgradilo savezništvo između Kijevske Rusije i Hrvatsko-Ugarske države dolazi do vjenčanja između Rastislava i kćeri Bele IV. Kako je Mihajlo bio ubijen dok se Rastislav nalazio u Pešti on ostaje živjeti na ovom dvoru gdje mu kralj odmah dodjeljuje titulu bana Slavonije i Mačve. To Rastislava ne zadovoljava tako da se on nakon kratke neuspješne vojne avanture na području Svetog Rimskog Carstva odlučuje na povratak u svoju postojbinu gdje postaje knez Novogrudoka. Zahvaljujući prije svega svome utjecaju na Ugarskom dvoru jedna njegova kćerka se udaje za Mihajla Asena I. što ubrzo postaje razlog za novu vojnu avanturu. Smrt zeta u atentatu 1256. godine i potonje prisilno vjenčanje udovice za novog cara Rastislavu sada na vrhuncu moći postaje uvreda koja se može oprati samo krvlju. Tijekom svoje invazije na Bugarsku on svrgava tamošnjeg uzurpatora i kruni se za cara. Kako ga bez obzira na krunidbu Bugari nisu htjeli prihvatiti za vladara on se vraća kući zajedno s kćeri. Tu u stvarnosti nepotrebnu avanturu je s druge strane iskoristila Litva čiji vladar počinje osvajanje Novogrudoka. Kako je cijelo kneževstvo palo u protivničke ruke do 1258. godine nemajući drugog izbora Rastislav se vraća u svoju Mačvansku banovinu gdje će i umrijeti 1262. godine.

## Djeca
- Bela, ban Mačve ubijen 1272.
- Mihajlo, ban Bosne ubijen 1270.
- Elizabeta, vjerojatno supruga od Mihajlo Asen I.
- Kunigunda od Slavonije, kraljica Bohemije umrla 1285.
- Agripina, oženjena za kneza Poljske.